# Vahterus
Vahterus är ett finskt familjeägt företag som är världsledande inom tillverkning av värmeväxlare. Vahterus grundades år 1990 av Mauri Kontu och Sinikka Kontu i den finska byn Vahterus i Nystadsregionen i Finland och bolaget döptes därmed efter byn. Företaget har över 250 anställda i Finland och dess dotterbolag i USA, Storbritannien, Tyskland och Kina. Vahterus utvecklar svetsad plattvärmeväxlarteknik, även så kallad Plate & Shell technology. Företagets värmeväxlare används i fler än 50 länder för energi-, process- och kemikalieindustriella samt kyltekniska applikationer.

## Priser och utmärkelser
År 2010 tilldelades Vahterus priset Valtakunnallinen yrittäjäpalkinto och Turun kauppakamarin vientipalkinto. År 2012 valde Turku School of Economics Executive Education and Development Vahterus Oys verkställande direktör Mauri Kontu till årets chef. År 2015 fick Vahterus Republikens presidents internationaliseringspris.